# Gabriel Almond
Gabriel Abraham Almond (12. ledna 1911 Rock Island – 25. prosince 2002 Pacific Grove) byl americký politolog, průkopník komparativní metody v politických vědách.
Pocházel z rodiny židovských přistěhovalců z carského Ruska a byl vychováván v duchu ortodoxním judaismu. Vystudoval Chicagskou univerzitu, kde ho významně ovlivnil behavioralismus. Jeho hlavním učitelem byl Harold Lasswell. Almondova dizertační práce vyvolala skandál, neboť v ní kritizoval významného donátora univerzity Johna D. Rockefellera, a byla publikována až šedesát let po odevzdání.
Za druhé světové války Almond pracoval pro Office of War Information a United States Strategic Bombing Survey. Pak přednášel na Brooklyn College, Yaleově univerzitě a Princetonu. Od roku 1963 působil na Stanfordově univerzitě, kde byl také zvolen děkanem. V letech 1965 až 1966 byl předsedou American Political Science Association. Působil jako hostující profesor v Tokiu a Kyjevě.
Věnoval se otázkám mezinárodních vztahů i souvislostem mezi politikou a kulturou, využíval postupy antropologie i psychologie. Jeho nejznámější prací je kniha The Civic Culture, jejímž spoluautorem je Sidney Verba. Rozlišili v ní tři typy států podle míry zapojení občanů do politiky: kulturu participující, podmaněnou a parochiální. Stejně jako Walter Lippmann se zabýval otázkami tvorby veřejného mínění. Výsledkem byl tzv. Almondův–Lippmannův konsensus, podle něhož je veřejné mínění příliš povrchní a nestálé, než aby mohlo mít podstatný vliv na politická rozhodnutí. Toto tvrzení bylo v politologických kruzích většinově přijímáno až do války ve Vietnamu. Gabriel Almond také napsal studii o kořenech náboženského fundamentalismu a jako emeritní profesor zkoumal historický vývoj oboru politologie. 
Byl přijat do Americké akademie umění a věd, American Philosophical Society a Národní akademie věd Spojených států amerických. V roce 1997 mu byla udělena Cena Karla Deutsche. Jeho manželkou byla Dorothea Kaufmannová, s níž měl tři potomky. Na jeho památku se v USA uděluje studentské ocenění Gabriel A. Almond Award.